# Makaturing
Makaturing je aktivní sopka na filipínském ostrově Mindanao. Je vysoká 1 908 m a jedná se o stratovulkán. V současnosti je nečinná, přičemž poslední erupce proběhla roku 1882.

## Popis
Filipíny jsou součástí Ohnivého kruhu, zlomové linie vícero tektonických desek, obklopující v délce 40 tisíc kilometrů téměř celý Tichý oceán. Na Filipínách se stýkají dvě tektonické desky: eurasijská a filipínská. Filipínská deska, se jakožto těžší oceánská noří pod euroasijskou rychlostí 84 mm za rok. Tím zde v zemské kůře dochází k obrovskému napětí a to se uvolňuje tektonickou činností v podobě zemětřesení. Subdukující filipínská deska dále klesá a zhruba ve hloubce 65–130 km dochází k jejímu tavení, čímž se z ní uvolňují plyny a vodní pára. Vzniklé magma, obohacené těmito plyny poté díky své nižší hustotě stoupá k povrchu, kde tvoří a pohání řetězce sopek. V důsledku přítomnosti plynné složky se sopečná činnost často projevuje explozivními, někdy i velmi mohutnými erupcemi.
Průměr základny hory, tvořené převážně čedičem, činí 29 km. Je součástí řetězce sopek, zvaný Centrální mindanaoský oblouk.
Někteří američtí vědci se domnívají, že některé erupce, přisuzované Makaturingu, ve skutečnosti proběhly na 20 km vzdálené sopce Ragang.

## Letecká havárie
18. května 1947 se na svah sopky zřítilo letadlo Douglas C-47 Skytrain. Zahynul generál Edwin Andrews s dalšími 16 lidmi na palubě. O 9 let později byla na jeho počest pojmenována letecká základna na Filipínách. 